# Увисла
Увисла (укр. Увисла) — село в Хоростковской городской общине Чортковского района Тернопольской области Украины.
До 2020 года входило в Гусятинский район.
Код КОАТУУ — 6121688501. Население по переписи 2001 года составляло 1350 человек.

## Географическое положение
Село Увисла находится на берегу реки Тайна,
выше по течению примыкает село Хлоповка,
ниже по течению на расстоянии в 1,5 км расположено село Целиев.

## История
- 1358 год — дата основания.

## Объекты социальной сферы
- Школа I—II ст.
- Детский сад.
- Клуб.
- Фельдшерско-акушерский пункт.
- Амбулатория.

## Достопримечательности
- Братская могила советских воинов.